# Ювілей солов'я (мультфільм, 1978)
«Ювіле́й солов'я́» (груз. «ბულბულის იუბილე», рос. «Юбилей соловья») — грузинський радянський мультфільм 1978 року кінорежисера Гавриїла Лаврелашвілі. Створений за мотивами оповідання Важи Пшавела «Співці природи».